# David Ogg
 (décembre 2019).
David Ogg (1887-1965) est un historien spécialiste de l'histoire d'Angleterre sous le règne de Charles II  et de l'Europe du temps de Louis XIV.

## Œuvres
- Cardinal de Retz 1613-1679 (Londres, Macmillan, 1912).
- Ioannis Seldeni Ad Fletan Dissertatio (Cambridge, Cambridge University Press, 1925).
- Europe in the Seventeenth Century (Londres, A. & C. Black, 1923; revised edtns. 1931, 1938, 1943, 1948, 1952, 1959, 1960). online 8th ed
- Louis XIV (Londres, Home University Library, 1933). online
- England in the Reign of Charles II (Oxford, Clarendon Press: 2 vols., 1934; 2e éd., 1955). online
- New England and New College, Oxford, a Link in Anglo-American Relations (Oxford, Clarendon Press, 1937).
- Herbert Fisher 1865-1940 (Londres, Edward Arnold, 1947).
- England in the Reigns of James II and William III (Oxford, Clarendon Press, 1955; 2e éd.., 1957).
- William III (Londres, Collins, 1956).
- Europe of the Ancien Regime: 1715-1783 (Londres, Fontana, 1965). (part of the Fontana History of Europe)